# Perissoneura paradoxa
Perissoneura paradoxa is een schietmot uit de familie Odontoceridae. De soort komt voor in het Palearctisch gebied.